# Doeringiella cingillata
Doeringiella cingillata är en biart som beskrevs av Jesus Santiago Moure 1954. Doeringiella cingillata ingår i släktet Doeringiella och familjen långtungebin. Inga underarter finns listade i Catalogue of Life.